# Acido monometilarsonico
L'acido monometilarsonico (MMA o MMAA), chiamato anche acido metilarsonico o metilarsonato, è un composto chimico dell'arsenico.
Come gli altri composti metilati dell'arsenico risulta meno tossico dell'arsenico inorganico in quanto entra nei meccanismi di detossificazione di alcuni organismi; tuttavia risulta potenzialmente cancerogeno.